# Noorwegen op de Olympische Winterspelen 2018
Noorwegen was een van de deelnemende landen aan de Olympische Winterspelen 2018 in Pyeongchang, Zuid-Korea.

## Medailleoverzicht
| Sport              | Olympiër                                                                          | Onderdeel                 | Medaille |
| ------------------ | --------------------------------------------------------------------------------- | ------------------------- | -------- |
| Alpineskiën        | Aksel Lund Svindal                                                                | afdaling (m)              | Goud     |
| Biatlon            | Johannes Thingnes Bø                                                              | 20 km individueel (m)     | Goud     |
| Freestyleskiën     | Øystein Bråten                                                                    | slopestyle (m)            | Goud     |
| Langlaufen         | Johannes Høsflot Klæbo                                                            | sprint (m)                | Goud     |
| Langlaufen         | Simen Hegstad Krüger                                                              | 30 km skiatlon (m)        | Goud     |
| Langlaufen         | Martin Johnsrud Sundby Johannes Høsflot Klæbo                                     | teamsprint (m)            | Goud     |
| Langlaufen         | Didrik Tønseth Martin Johnsrud Sundby Simen Hegstad Krüger Johannes Høsflot Klæbo | estafette (m)             | Goud     |
| Langlaufen         | Ragnhild Haga                                                                     | 10 km vrije stijl (v)     | Goud     |
| Langlaufen         | Marit Bjørgen                                                                     | 30 km klasseike stijl (v) | Goud     |
| Langlaufen         | Ingvild Flugstad Østberg Astrid Jacobsen Ragnhild Haga Marit Bjørgen              | estafette (v)             | Goud     |
| Schaatsen          | Håvard Holmefjord Lorentzen                                                       | 500 m (m)                 | Goud     |
| Schaatsen          | Håvard Bøkko Sindre Henriksen Simen Spieler Nilsen Sverre Lunde Pedersen          | ploegenachtervolging (m)  | Goud     |
| Schansspringen     | Daniel-André Tande Andreas Stjernen Johann André Forfang Robert Johansson         | landenteam                | Goud     |
| Schansspringen     | Maren Lundby                                                                      | normale schans (v)        | Goud     |
| Alpineskiën        | Kjetil Jansrud                                                                    | afdaling (m)              | Zilver   |
| Alpineskiën        | Henrik Kristoffersen                                                              | reuzenslalom (m)          | Zilver   |
| Alpineskiën        | Ragnhild Mowinckel                                                                | afdaling (v)              | Zilver   |
| Alpineskiën        | Ragnhild Mowinckel                                                                | reuzenslalom (v)          | Zilver   |
| Biatlon            | Lars Helge Birkeland Tarjei Bø Johannes Thingnes Bø Emil Hegle Svendsen           | estafette (m)             | Zilver   |
| Biatlon            | Marte Olsbu                                                                       | sprint (v)                | Zilver   |
| Biatlon            | Marte Olsbu Tiril Eckhoff Johannes Thingnes Bø Emil Hegle Svendsen                | gemengde estafette        | Zilver   |
| Langlaufen         | Simen Hegstad Krüger                                                              | 15 km vrije stijl (m)     | Zilver   |
| Langlaufen         | Martin Johnsrud Sundby                                                            | 30 km skiatlon (m)        | Zilver   |
| Langlaufen         | Marit Bjørgen                                                                     | 15 km skiatlon (v)        | Zilver   |
| Langlaufen         | Maiken Caspersen Falla                                                            | sprint (v)                | Zilver   |
| Noordse combinatie | Jørgen Gråbak Jarl Magnus Riiber Espen Andersen Jan Schmid                        | landenwedstrijd           | Zilver   |
| Schaatsen          | Håvard Holmefjord Lorentzen                                                       | 1000 m (m)                | Zilver   |
| Schansspringen     | Johann André Forfang                                                              | normale schans (m)        | Zilver   |
| Alpineskiën        | Kjetil Jansrud                                                                    | super g (m)               | Brons    |
| Alpineskiën        | Landenteam                                                                        | landenwedstrijd           | Brons    |
| Biatlon            | Emil Hegle Svendsen                                                               | 15 km massastart (m)      | Brons    |
| Biatlon            | Tiril Eckhoff                                                                     | 12,5 km massastart        | Brons    |
| Curling            | Kristin Skaslien Magnus Nedregotten                                               | gemengddubbel             | Brons    |
| Langlaufen         | Hans Christer Holund                                                              | 30 km skiatlon (m)        | Brons    |
| Langlaufen         | Marit Bjørgen                                                                     | 10 km vrije stijl (v)     | Brons    |
| Langlaufen         | Marit Bjørgen Maiken Caspersen Falla                                              | teamsprint (v)            | Brons    |
| Schaatsen          | Sverre Lunde Pedersen                                                             | 5000 m (m)                | Brons    |
| Schansspringen     | Robert Johansson                                                                  | normale schans (m)        | Brons    |
| Schansspringen     | Robert Johansson                                                                  | grote schans (m)          | Brons    |

## Deelnemers en resultaten
(m) = mannen, (v) = vrouwen 

### Alpineskiën
| Olympiër | Onderdeel        | Resultaat | Prestatie |
| --- | ---------------- | --------- | --- |
| Kjetil Jansrud | combinatie (m)   | 7e        | afdaling: 1.19,51 (4e) slalom: 49,16 (19e) totaal: 2.08,67 (+2,15)                                           |
| Kjetil Jansrud | afdaling (m)     | Zilver    | 1.40,37 (+0,12)                                                                                              |
| Kjetil Jansrud | reuzenslalom (m) | DNF       | 1e run: niet gefinisht                                                                                       |
| Kjetil Jansrud | super g (m)      | Brons     | 1.24,62 (+0,18)                                                                                              |
| Aleksander Aamodt Kilde                                                                                                 | combinatie (m)   | 21e       | afdaling: 1.20,92 (18e) slalom: 50,15 (26e) totaal: 2.11,07 (+4,55)                                          |
| Aleksander Aamodt Kilde                                                                                                 | afdaling (m)     | 15e       | 1.42,18 (+1,93)                                                                                              |
| Aleksander Aamodt Kilde                                                                                                 | reuzenslalom (m) | DNF       | 1e run: niet gefinisht                                                                                       |
| Aleksander Aamodt Kilde                                                                                                 | super g (m)      | 13e       | 1.25,71 (+1,27)                                                                                              |
| Henrik Kristoffersen | reuzenslalom (m) | Zilver    | 1e run: 1.09,58 (10e) 2e run: 1.09,73 (1e) totaal: 2.19,31 (+1,27)                                           |
| Henrik Kristoffersen | slalom (m)       | DNF       | 1e run: 47,72 (1e), 2e run: niet gefinisht                                                                   |
| Leif Kristian Nestvold-Haugen                                                                                           | reuzenslalom (m) | 8e        | 1e run: 1.08,93 (3e) 2e run: 1.11,30 (25e) totaal: 2.20,23 (+2,19)                                           |
| Leif Kristian Nestvold-Haugen                                                                                           | slalom (m)       | 13e       | 1e run: 49,27 (14e) + 2e run: 51,04 (7e) totaal: 1.40,31 (+1,32)                                             |
| Jonathan Nordbotten | slalom (m)       | DNF       | 1e run: niet gefinisht                                                                                       |
| Sebastian Foss Solevåg                                                                                                  | combinatie (m)   | DNF       | afdaling: 1.24,35 (58e) slalom: niet gefinisht                                                               |
| Sebastian Foss Solevåg                                                                                                  | slalom (m)       | 10e       | 1e run: 48,53 (5e) + 2e run: 51,65 (20e) totaal: 1.40,18 (+1,19)                                             |
| Aksel Lund Svindal | combinatie (m)   | DNF       | afdaling: 1.19,31 (2e) slalom: niet gestart                                                                  |
| Aksel Lund Svindal | afdaling (m)     | Goud      | 1.40,25 |
| Aksel Lund Svindal | super g (m)      | 5e        | 1.24,93 (+0,49)                                                                                              |
| |                  |           | |
| Nina Haver-Løseth | reuzenslalom (v) | 15e       | 1e run: 1.13,13 (18e) 2e run: 1.09,97 (13e) totaal: 2.23,10 (+3,08)                                          |
| Nina Haver-Løseth | slalom (v)       | 6e        | 1e run: 49,75 (5e) 2e run: 50,41 (11e) totaal: 1.40,16 (+1,53)                                               |
| Kristin Lysdahl | reuzenslalom (v) | 18e       | 1e run: 1.13,45 (21e) 2e run: 1.09,95 (12e) totaal: 2.23,40 (+3,38)                                          |
| Kristin Lysdahl | slalom (v)       | 25e       | 1e run: 52,12 (28e) 2e run: 50,90 (21e) totaal: 1.43,02 (+4,39)                                              |
| Ragnhild Mowinckel | combinatie (v)   | 4e        | afdaling: 1.40,11 (2e) + slalom: 42,52 (11e) totaal: 2.22,63 (+1,73)                                         |
| Ragnhild Mowinckel | afdaling (v)     | Zilver    | 1.39,31 (+0,09)                                                                                              |
| Ragnhild Mowinckel | reuzenslalom (v) | Zilver    | 1e run: 1.11,17 (4e) 2e run: 1.09,24 (5e) totaal: 2.20,41 (+0,39)                                            |
| Ragnhild Mowinckel | super g (v)      | 13e       | 1.22,00 (+0,89)                                                                                              |
| Maren Skjøld | reuzenslalom (v) | DNF       | 1e run: niet gefinisht                                                                                       |
| Maren Skjøld | slalom (v)       | 22e       | 1e run: 51,44 (19e) 2e run: 51,18 (23e) totaal: 1.42,62 (+3,99)                                              |
| |                  |           | |
| Nina Haver-Løseth Kristin Lysdahl Maren Skjøld Sebastian Foss-Solevåg Leif Kristian Nestvold-Haugen Jonathan Nordbotten | landenwedstrijd  | Brons     | 1/8F: 4-0 Olympische atleten uit Rusland KF: 2-2 Groot-Brittannië HF: 1-3 Oostenrijk om brons: 2-2 Frankrijk |

### Biatlon
| Olympiër                                                                | Onderdeel          | Resultaat | Prestatie |
| ----------------------------------------------------------------------- | ------------------ | --------- | --- |
| Lars Helge Birkeland                                                    | individueel (m)    | 60e       | 53.46,8 (+5.43,0) pen.: 4 (2 + 1 + 1 + 0)                                                                    |
| Erlend Bjøntegaard                                                      | sprint (m)         | 5e        | 23.56,2 (+17,4) pen.: 2 (0 + 2)                                                                              |
| Erlend Bjøntegaard                                                      | achtervolging (m)  | 9e        | 34.18,0 (+1.26,3) pen.: 4 (1 + 0 + 0 + 3)                                                                    |
| Erlend Bjøntegaard                                                      | massastart (m)     | 7e        | 36.19,4 (+32,1) pen.: 2 (0 + 0 + 2 + 0)                                                                      |
| Johannes Thingnes Bø                                                    | individueel (m)    | Goud      | 48.03,8 pen.: 2 (1 + 0 + 0 + 1)                                                                              |
| Johannes Thingnes Bø                                                    | sprint (m)         | 31e       | 24.51,5 (+1.12,7) pen.: 4 (3 + 1)                                                                            |
| Johannes Thingnes Bø                                                    | achtervolging (m)  | 21e       | 35.42,7 (+2.51,0) pen.: 6 (0 + 2 + 4 + 0)                                                                    |
| Johannes Thingnes Bø                                                    | massastart (m)     | 16e       | 37.07,3 (+1.20,0) pen.: 3 (0 + 3 + 0 + 0)                                                                    |
| Tarjei Bø                                                               | individueel (m)    | 13e       | 50.05,3 (+2.01,5) pen.: 2 (0 + 0 + 0 + 2)                                                                    |
| Tarjei Bø                                                               | sprint (m)         | 13e       | 24.12,5 (+33,7) pen.: 2 (2 + 0)                                                                              |
| Tarjei Bø                                                               | achtervolging (m)  | 4e        | 33.54,3 (+1.02,6) pen.: 3 (0 + 0 + 1 + 2)                                                                    |
| Tarjei Bø                                                               | massastart (m)     | 8e        | 36.21,9 (+34,6) pen.: 3 (1 + 0 + 2 + 0)                                                                      |
| Emil Hegle Svendsen                                                     | individueel (m)    | 10e       | 49.40,5 (+1.36,7) pen.: 2 (0 + 2 + 0 + 0)                                                                    |
| Emil Hegle Svendsen                                                     | sprint (m)         | 18e       | 24.23,8 (+45,0) pen.: 2 (1 + 1)                                                                              |
| Emil Hegle Svendsen                                                     | achtervolging (m)  | 20e       | 35.33,2 (+2.41,5) pen.: 5 (0 + 2 + 2 + 1)                                                                    |
| Emil Hegle Svendsen                                                     | massastart (m)     | Brons     | 35.58,5 (+11,2) pen.: 2 (1 + 0 + 1 + 0)                                                                      |
| Lars Helge Birkeland Tarjei Bø Johannes Thingnes Bø Emil Hegle Svendsen | estafette (m)      | Zilver    | 18.48,1 / 0+1 0+1 19.17,5 / 0+3 0+3 18.16,3 / 0+0 0+1 19.50,1 / 0+0 1+3 totaal: 1:16.12,0 / 0+4 1+8 (+55,5)  |
|                                                                         |                    |           | |
| Tiril Eckhoff                                                           | individueel (v)    | 23e       | 44.41,9 (+3.34,7) pen.: 4 (1 + 1 + 1 + 1)                                                                    |
| Tiril Eckhoff                                                           | sprint (v)         | 24e       | 22.32,4 (+1.26,2) pen.: 4 (3 + 1)                                                                            |
| Tiril Eckhoff                                                           | achtervolging (v)  | 9e        | 32.23,1 (+1.47,8) pen.: 5 (0 + 2 + 3 + 0)                                                                    |
| Tiril Eckhoff                                                           | massastart (v)     | Brons     | 35.50,7 / 1+0 1+0 (+27,7)                                                                                    |
| Marte Olsbu                                                             | individueel (v)    | 71e       | 48.58,8 (+7.51,6) pen.: 7 (1 + 1 + 3 + 2)                                                                    |
| Marte Olsbu                                                             | sprint (v)         | Zilver    | 21.30,4 (+24,2) pen.: 1 (1 + 0)                                                                              |
| Marte Olsbu                                                             | achtervolging (v)  | 4e        | 31.42,6 (+1.07,3) pen.: 4 (1 + 2 + 0 + 1)                                                                    |
| Marte Olsbu                                                             | massastart (v)     | 8e        | 36.14,6 / 0+1 0+0 (+51,6)                                                                                    |
| Synnøve Solemdal                                                        | individueel (v)    | 40e       | 45.33,0 (+4.25,8) pen.: 2 (0 + 1 + 0 + 1)                                                                    |
| Synnøve Solemdal                                                        | sprint (v)         | 50e       | 23.23,9 (+2.17,7) pen.: 3 (1 + 2)                                                                            |
| Synnøve Solemdal                                                        | achtervolging (v)  | 41e       | 34.45,5 (+4.10,2) pen.: 4 (1 + 0 + 2 + 1)                                                                    |
| Ingrid Landmark Tandrevold                                              | individueel (v)    | 43e       | 46.14,7 (+5.07,5) pen.: 3 (0 + 2 + 0 + 1)                                                                    |
| Ingrid Landmark Tandrevold                                              | sprint (v)         | 59e       | 23.49,1 (+2.42,9) pen.: 4 (2 + 2)                                                                            |
| Ingrid Landmark Tandrevold                                              | achtervolging (v)  | 42e       | 34.56,8 (+4.21,5) pen.: 4 (0 + 3 + 1 + 0)                                                                    |
| Synnøve Solemdal Tiril Eckhoff Ingrid Landmark Tandrevold Marte Olsbu   | estafette (v)      | 4e        | 17.09,8 / 0+0 0+1 18.49,5 / 0+1 1+3 19.18,9 / 0+1 2+3 19.18,9 / 0+0 0+3 totaal: 1:12.33,1 / 0+2 3+10 (+29,7) |
|                                                                         |                    |           | |
| Marte Olsbu Tiril Eckhoff Johannes Thingnes Bø Emil Hegle Svendsen      | gemengde estafette | Zilver    | 16.16,9 / 0+2 0+1 16.55,1 / 0+2 1+3 17.24,4 / 0+0 0+1 18.18,8 / 0+1 0+1 totaal: 1:08.55,2 / 0+5 1+6 (+20,9)  |

### Curling
| Olympiër                                                                         | Onderdeel     | Resultaat | Prestatie |
| -------------------------------------------------------------------------------- | ------------- | --------- | --- |
| Torger Nergård Sander Rølvåg Christoffer Svae Thomas Ulsrud Håvard Vad Petersson | mannen        | 6e        | groepsfase 4 - 6 Japan 4 - 7 Canada 7 - 5 Zuid-Korea 5 - 7 Zwitserland 10 - 8 Denemarken 8 - 5 Verenigde Staten 3 - 10 Groot-Brittannië 4 - 6 Italië 7 - 2 Zweden                                                                                     |
|                                                                                  |               |           | |
| Kristin Skaslien Magnus Nedregotten                                              | gemengddubbel | Brons     | groepsfase 9 - 6 Canada 3 - 4 Olympische atleten uit Rusland 8 - 3 Zuid-Korea 6 - 5 Zwitserland 7 - 6 Finland 3 - 10 Verenigde Staten 3 - 9 China tiebreak: 9 - 7 China halve finale: 4 - 8 Canada om brons: (4 - 8) * Olympische atleten uit Rusland |

* kregen alsnog de bronzen medaille toebedeeld nadat de Rus Aleksandr Kroesjelnitski betrapt werd op dopinggebruik

### Freestyleskiën
| Olympiër                   | Onderdeel      | Resultaat | Prestatie |
| -------------------------- | -------------- | --------- | --- |
| Vinjar Slåtten             | moguls (m)     | 6e        | kwalificatie 1: niet gefinisht kwalificatie 2: 77,49 punten (2e) finale 1: 79,18 punten (8e) finale 2: 78,87 punten (5e) finale 3: 33,61 punten (6e) |
| Øystein Bråten             | slopestyle (m) | Goud      | kwalificatie: 83.20 - 93.80 finale: 95.00 - 46.40 - 24.00                                                                                            |
| Ferdinand Dahl             | slopestyle (m) | 8e        | kwalificatie: 46.60 - 89.00 finale: 42.20 - 76.40 - 41.80                                                                                            |
| Christian Nummedal         | slopestyle (m) | 28e       | kwalificatie: 27.00 - 29.20 |
| Felix Stridsberg-Usterud   | slopestyle (m) | 14e       | kwalificatie: 14.60 - 84.20 |
|                            |                |           | |
| Hedvig Wessel              | moguls (v)     | 19e       | kwalificatie 1: 68.64 punten (18e) kwalificatie 2: 71.66 punten (5e) finale 1: 68.77 punten (19e)                                                    |
| Tiril Sjåstad Christiansen | slopestyle (v) | 9e        | kwalificatie: 55.80 - 89.00 finale: 5.20 - 76.80 - 54.40                                                                                             |
| Johanne Killi              | slopestyle (v) | 5e        | kwalificatie: 87.80 - 64.20 finale: 10.20 - 76.80 - 54.40                                                                                            |

### Langlaufen
| Olympiër                                                                          | Onderdeel             | Resultaat | Prestatie                                                                                     |
| --------------------------------------------------------------------------------- | --------------------- | --------- | --------------------------------------------------------------------------------------------- |
| Eirik Brandsdal                                                                   | sprint (m)            | 22e       | kwalificatie: 3.15,95 (+7,41) (18e) KF-2: 5e (+7,70)                                          |
| Niklas Dyrhaug                                                                    | 50 km klassiek (m)    | 13e       | 2:13.20,5 (+4.58,4)                                                                           |
| Pål Golberg                                                                       | sprint (m)            | 4e        | kwalificatie: 3.13,71 (+5,17) (11e) KF-2: 2e (+0,52) HF-1: 4e (+1,23) finale: 4e (+3,81)      |
| Hans Christer Holund                                                              | 15 km vrije stijl (m) | 6e        | 34.18,4 (+34,5)                                                                               |
| Hans Christer Holund                                                              | 30 km skiatlon (m)    | Brons     | 1:16.29,9 (+9,9)                                                                              |
| Hans Christer Holund                                                              | 50 km klassiek (m)    | 6e        | 2:11.12,2 (+2.50,1)                                                                           |
| Emil Iversen                                                                      | sprint (m)            | 8e        | kwalificatie: 3.14,36 (+5,82) (12e) KF-4: 2e (+1,44) HF-2: 4e (+4,16)                         |
| Emil Iversen                                                                      | 50 km klassiek (m)    | 10e       | 2:12.59,0 (+4.36,9)                                                                           |
| Johannes Høsflot Klæbo                                                            | sprint (m)            | Goud      | kwalificatie: 3.08,73 (+0,19) (2e) KF-1: 1e (3.11,09) HF-1: 1e (3.06,01) finale: 1e (3.05,75) |
| Johannes Høsflot Klæbo                                                            | 30 km skiatlon (m)    | 10e       | 1:17.03,4 (+43,4)                                                                             |
| Finn Hågen Krogh                                                                  | 15 km vrije stijl (m) | 18e       | 35.14,4 (+1.30,5)                                                                             |
| Simen Hegstad Krüger                                                              | 15 km vrije stijl (m) | Zilver    | 34.02,2 (+18,3)                                                                               |
| Simen Hegstad Krüger                                                              | 30 km skiatlon (m)    | Goud      | 1:16.20,0                                                                                     |
| Martin Johnsrud Sundby                                                            | 15 km vrije stijl (m) | 4e        | 34.08,8 (+24,9)                                                                               |
| Martin Johnsrud Sundby                                                            | 30 km skiatlon (m)    | Zilver    | 1:16.28,0 (+8,0)                                                                              |
| Martin Johnsrud Sundby                                                            | 50 km klassiek (m)    | 5e        | 2:11.05,8 (+2.43,7)                                                                           |
| Johannes Høsflot Klæbo Martin Johnsrud Sundby                                     | teamsprint (m)        | Goud      | halve finale-2: 16.0397 (1e) finale: 15.56,26                                                 |
| Didrik Tønseth Martin Johnsrud Sundby Simen Hegstad Krüger Johannes Høsflot Klæbo | estafette (m)         | Goud      | 24.59,1 24.51,8 21.19,7 21.54,3 totaal: 1:33.04,9                                             |
|                                                                                   |                       |           |                                                                                               |
| Marit Bjørgen                                                                     | 10 km vrije stijl (v) | Brons     | 25.32,4 (+31,9)                                                                               |
| Marit Bjørgen                                                                     | 15 km skiatlon (v)    | Zilver    | 40.52,7 (+7,8)                                                                                |
| Marit Bjørgen                                                                     | 30 km klassiek (v)    | Goud      | 1:22.17,6                                                                                     |
| Maiken Caspersen Falla                                                            | sprint (v)            | Zilver    | kwalificatie: 3.09,13 (+0,39) (2e) KF-2: 1e (3.11,98) HF-1: 2e (+0,03) finale: 2e (+3,03)     |
| Ragnhild Haga                                                                     | 10 km vrije stijl (v) | Goud      | 25.00,5                                                                                       |
| Ragnhild Haga                                                                     | 15 km skiatlon (v)    | 15e       | 42.07,6 (+1.22,7)                                                                             |
| Ragnhild Haga                                                                     | 30 km klassiek (v)    | 12e       | 1:27.11,5 (+4.53,9)                                                                           |
| Kathrine Rolsted Harsem                                                           | sprint (v)            | 18e       | kwalificatie: 3.18,48 (+9,74) (17e) KF-1: 4e (+3,97)                                          |
| Ingvild Flugstad Østberg                                                          | sprint (v)            | 17e       | kwalificatie: 3.17,35 (+8,61) (13e) KF-5: 4e (+3,09)                                          |
| Ingvild Flugstad Østberg                                                          | 10 km vrije stijl (v) | 7e        | 26.06,0 (+1.05,5)                                                                             |
| Ingvild Flugstad Østberg                                                          | 15 km skiatlon (v)    | 11e       | 41.43,2 (+58,3)                                                                               |
| Ingvild Flugstad Østberg                                                          | 30 km klassiek (v)    | 4e        | 1:24.18,0 (+2.00,4)                                                                           |
| Heidi Weng                                                                        | sprint (v)            | 11e       | kwalificatie: 3.16,28 (+7,54) (10e) KF-4: 2e (+1,39) HF-2: 6e (+6,10)                         |
| Heidi Weng                                                                        | 10 km vrije stijl (v) | 11e       | 26.25,1 (+1.24,6)                                                                             |
| Heidi Weng                                                                        | 15 km skiatlon (v)    | 9e        | 41.25,6 (+40,7)                                                                               |
| Heidi Weng                                                                        | 30 km klassiek (v)    | 8e        | 1:26.25,5 (+4.07,9)                                                                           |
| Marit Bjørgen Maiken Caspersen Falla                                              | teamsprint (v)        | Brons     | halve finale-1: 16.33,28 (1e) finale: 15.59,44 (+2,97)                                        |
| Ingvild Flugstad Østberg Astrid Jacobsen Ragnhild Haga Marit Bjørgen              | estafette (v)         | Goud      | 13.28,9 14.15,9 11.46,7 11.52,8 totaal: 51.24,3                                               |

### Noordse combinatie
| Olympiër                                                   | Onderdeel                | Resultaat | Prestatie |
| ---------------------------------------------------------- | ------------------------ | --------- | --- |
| Espen Andersen                                             | gundersen normale schans | 10e       | schansspringen: 117.2 pnt (104,5 m); 7e (+0,54) langlaufen: 25.11,1 (28e) totaal: 26.05,1 (+1.13,7)                                                                      |
| Espen Andersen                                             | gundersen grote schans   | 22e       | schansspringen: 105.6 pnt (121,0 m); 25e (+2,13) langlaufen: 24.23,8 (31e) totaal: 26.36,8 (+2.44,3)                                                                     |
| Jørgen Gråbak                                              | gundersen normale schans | 18e       | schansspringen: 93.6 p nt (90,0 m);23e (+2,28) langlaufen: 24.53,3 (20e) totaal: 27.21,3 (+2.29,9)                                                                       |
| Jørgen Gråbak                                              | gundersen grote schans   | 10e       | schansspringen: 110.9 pnt (119,5 m); 19e (+1,52) langlaufen: 23.25,3 (6e) totaal: 25.17,3 (+1.24,8)                                                                      |
| Jarl-Magnus Riiber                                         | gundersen normale schans | 4e        | schansspringen: 126.9 pnt (111,0 m); 2e (+0,15) langlaufen: 24.58,9 (23e) totaal: 25.13,9 (+22,5)                                                                        |
| Jarl-Magnus Riiber                                         | gundersen grote schans   | 4e        | schansspringen: 136.6 pnt (139,0 m); 2e (+0,01) langlaufen: 23.54,3 (17e) totaal: 23.55,3 (+2,8)                                                                         |
| Jan Schmid                                                 | gundersen normale schans | 25e       | schansspringen: 88.8 pnt (88,0 m);31e +2,47) langlaufen: 24.47,8 (18e) totaal: 27.34,8 (+2.43,4)                                                                         |
| Jan Schmid                                                 | gundersen grote schans   | 11e       | schansspringen: 107.9 pnt (119,0 m); 22e (+2,04) langlaufen: 23.15,7 (2e) totaal: 25.19,7 (+1.27,27)                                                                     |
| Jan Schmid Espen Andersen Jarl Magnus Riiber Jørgen Gråbak | landenteam               | Zilver    | 111.9 pnt (132,0 m) - 11.24,9 105.0 pnt (128,5 m) - 11.55,5 117.9 (133,5 m) - 11.28,2 114.4 pnt (133,5 m) - 11.46,9 totaal: 47.02,5 (+52,7) (449.2; 4e (+0,27) - 46.35,5 |

### Schaatsen
| Olympiër                                                                 | Onderdeel                | Resultaat    | Prestatie                                                                                                   |
| ------------------------------------------------------------------------ | ------------------------ | ------------ | --- |
| Håvard Bøkko                                                             | 5000 m (m)               | 18e          | 6.24,50 (+14,74)                                                                                            |
| Håvard Bøkko                                                             | 10.000 m (m)             | 11e          | 13.17,47 (+37,70)                                                                                           |
| Sindre Henriksen                                                         | 1500 m (m)               | 7e           | 1.45,64 (+1,63)                                                                                             |
| Allan Johansson                                                          | 1500 m (m)               | DNF          | niet gefinisht                                                                                              |
| Håvard Holmefjord Lorentzen                                              | 500 m (m)                | Goud         | 34,41 OR |
| Håvard Holmefjord Lorentzen                                              | 1000 m (m)               | Zilver       | 1.07,99 (+0,04)                                                                                             |
| Simen Spieler Nilsen                                                     | 5000 m (m)               | 13e          | 6.18,39 (+8,63)                                                                                             |
| Sverre Lunde Pedersen                                                    | 1500 m (m)               | 9e           | 1.46,12 (+2,11)                                                                                             |
| Sverre Lunde Pedersen                                                    | 5000 m (m)               | Brons        | 6.11,618 (+1,85)                                                                                            |
| Sverre Lunde Pedersen                                                    | massastart (m)           | halve finale | HF-2: 2 pnt; 9e                                                                                             |
| Henrik Rukke                                                             | 500 m (m)                | 28e          | 35,500 (+1,09)                                                                                              |
| Henrik Rukke                                                             | 1000 m (m)               | 32e          | 1.10,25 (+2,30)                                                                                             |
| Håvard Bøkko Sindre Henriksen Simen Spieler Nilsen Sverre Lunde Pedersen | ploegenachtervolging (m) | Goud         | KF: 3.40,09 (3e) HF-2: wonnen van Nederland 3.37,08 (-1,38) A-finale: wonnen van Zuid-Korea 3.37,32 (-1,20) |
|                                                                          |                          |              | |
| Hege Bøkko                                                               | 500 m (v)                | 18e          | 38,538 (+1,59)                                                                                              |
| Hege Bøkko                                                               | 1000 m (v)               | 14e          | 1.15,98 (+2,42)                                                                                             |
| Ida Njåtun                                                               | 500 m (v)                | 27e          | 39,33 (+2,39)                                                                                               |
| Ida Njåtun                                                               | 1000 m (v)               | 10e          | 1.15,43 (+1,87)                                                                                             |
| Ida Njåtun                                                               | 1500 m (v)               | 7e           | 1.56,46 (+2,11)                                                                                             |
| Ida Njåtun                                                               | 3000 m (v)               | 12e          | 4.06,67 (+7,46)                                                                                             |

### Schansspringen
| Olympiër                                                                  | Onderdeel          | Resultaat | Prestatie |
| ------------------------------------------------------------------------- | ------------------ | --------- | --- |
| Johann André Forfang                                                      | normale schans (m) | Zilver    | kwalificatie: 121.1 pnt (100,0 m); 13e finale: 250.9 pnt (125.9 (106,0 m); 2e -125.0 (109,5 m); 4e |
| Johann André Forfang                                                      | grote schans (m)   | 5e        | kwalificatie: 128.7 (137,0 m); 2e finale: 271.6 (132.1 (133,0 m); 9e - 139.5 (134,5 m); 4e |
| Robert Johansson                                                          | normale schans (m) | Brons     | kwalificatie: 118.3 pnt (98,0 m); 19e finale: 249.7 pnt (119.9 (100,5 m);10e - 129.8 (113,5 m); 2e |
| Robert Johansson                                                          | grote schans (m)   | Brons     | kwalificatie: 131.9 (135,0 m); 1e finale: 275.3 (138.3 (137,5 m); 4e - 137.0 (134,5 m); 6e |
| Andreas Stjernen                                                          | normale schans (m) | 15e       | kwalificatie: 119.3 pnt (100,0 m); 15e finale: 225.8 pnt (114.5 (104,0 m); 15e - 111.3 (103,5 m); 15e |
| Andreas Stjernen                                                          | grote schans (m)   | 8e        | kwalificatie: 110.2 (128,5 m); 19e finale: 267.3 (134.7 (134,5 m); 6e - 132.6 (131,5 m); 7e |
| Daniel-André Tande                                                        | normale schans (m) | 6e        | kwalificatie: 123.0 pnt (100,0 m); 8e finale: 242.3 pnt (242.3 (103,5 m); 13e - 123.6 (111,5 m); 5e |
| Daniel-André Tande                                                        | grote schans (m)   | 4e        | kwalificatie: 126.5 (131,5 m); 6e finale: 273.1 (128.9 (131,0 m); 15e - 144.2 (138,5 m); 1e |
| Daniel-André Tande Andreas Stjernen Johann André Forfang Robert Johansson | landenteam         | Goud      | 287.3 pnt (141.8 (136,0 m) - 145.5 (140,5 m) 274.4 pnt (134.6 (133,0 m) - 139.8 (135,5 m) 262.0 pnt (132.2 (132,5 m) - 129.7 (132,0 m) 274.8 pnt (137.2 (137,5 m) - 137.6 (136,0 m) totaal: 1098.5 (545.9; 1e - 552.6; 1e) |
|                                                                           |                    |           | |
| Maren Lundby                                                              | normale schans (v) | Goud      | 264.6 pnt (125.4 (105,5 m); 1e - 139.2 (110,0 m); 1e |
| Silje Opseth                                                              | normale schans (v) | 16e       | 178.2 pnt (83.5 (89,5 m); 18e - 94.7 (91,5 m); 11e |

### Skeleton
| Olympiër                  | Onderdeel | Resultaat | Prestatie                              |
| ------------------------- | --------- | --------- | -------------------------------------- |
| Alexander Henning Hanssen | mannen    | 20e       | 3.25,89 (51,44 / 51,51 / 5137 / 51,57) |

### Snowboarden
| Olympiër         | Onderdeel      | Resultaat    | Prestatie                                                                      |
| ---------------- | -------------- | ------------ | ------------------------------------------------------------------------------ |
| Torgeir Bergrem  | big air (m)    | 7e           | kwalificatie, serie 2: 94.25 - 59.50 (4e) finale: 131.00 (88.50 - 42.50 - JNS) |
| Torgeir Bergrem  | slopestyle (m) | 8e           | kwalificatie, serie 1: 45.80 - 75.45 pnt; 5e finale: 58.80 - 75.80 - 60.03 pnt |
| Marcus Kleveland | big air (m)    | kwalificatie | kwalificatie, serie 2: 84.25 - 46.00 (10e)                                     |
| Marcus Kleveland | slopestyle (m) | 6e           | kwalificatie, serie 1: 83.71 - 32.30 pnt; 1e finale: 77.76 - 43.71 - 37.18 pnt |
| Mons Røisland    | slopestyle (m) | DNF          | kwalificatie, serie 1: 76,50 - 43.68 pnt; 4e finale: niet gestart              |
| Ståle Sandbech   | big air (m)    | kwalificatie | kwalificatie, serie 1: 84.75 - 41.25 (7e)                                      |
| Ståle Sandbech   | slopestyle(m)  | 4e           | kwalificatie, serie 2: 74.11 - 82.13 pnt; 4e finale: 44.81 - 81.01 - 38.13 pnt |
|                  |                |              |                                                                                |
| Silje Norendal   | big air (v)    | 6e           | kwalificatie: 76.00 - 77.50 (10e) finale: 131.50 (70.50 - 61.00 - JNS)         |
| Silje Norendal   | slopestyle (v) | 4e           | 73.91 - 47.66 pnt                                                              |

### IJshockey
| Olympiër | Onderdeel | Resultaat | Prestatie |
| --- | --------- | --------- | --- |
| Anders Bastiansen Alexander Bonsaksen Stefan Espeland Kristian Forsberg Lars Haugen Henrik Haukeland Ludvig Hoff Henrik Holm Jonas Holøs Johannes Johannesen Tomm Kristiansen Erlend Lesund Mattias Nørstebø Henrik Ødegaard Ken André Olimb Mathis Olimb Mats Rosseli Olsen Aleksander Reichenberg Niklas Roest Martin Røymark Eirik Salsten Daniel Sørvik Patrick Thoresen Steffen Thoresen Mathias Trettenes | mannen    | 8e        | groep C 0 - 4 Zweden 1 - 5 Finland 1 - 2 Duitsland play-off: 2 - 1 Slovenië kwartfinale: 1 - 6 Olympische atleten uit Rusland |